# Zosis geniculata quadripunctata
Zosis geniculata quadripunctata is een spinnenondersoort in de taxonomische indeling van de wielwebkaardespinnen (Uloboridae).
Het dier behoort tot het geslacht Zosis. De wetenschappelijke naam van de soort werd voor het eerst geldig gepubliceerd in 1926 door Pelegrin Franganillo-Balboa.